# Avery (Idaho)
Avery ist eine kleine gemeindefreie Ortschaft im St. Joe River Valley im zum US-Bundesstaat Idaho gehörenden Shoshone County. 2010 lebten lediglich 68 permanente Einwohner hier, während es 2000 noch 126 waren. Die Bevölkerungszahl steigt jedoch im Sommer, da zu dieser Jahreszeit Mitarbeiter des US Forest Service und Sommerhausbesitzer hinzukommen.
Von 1909 bis 1980 war die auf 757 Metern Meereshöhe gelegene Ortschaft Station der „Pacific Extension“ der Milwaukee Road und von 1917 bis 1974 westlicher Punkt des mit 3.000 Volt Gleichstrom elektrifizierten Abschnitts von und nach Harlowton in Montana. Die Strecke verließ hier das Tal des St. Joe River und führte nordwärts über die Nördliche Bitterroot-Kette zum St.-Paul-Tunnel, der zugleich die Staatsgrenze zu Montana bildete. Der Ort wurde während des großen Feuers von 1910 fast zerstört. Da die Bahnstation als Evakuierungsstelle diente, wurde sie 1984 zum National Register of Historic Places hinzugefügt. Das eingeschossige Holzgebäude wird heute als Gemeindezentrum genutzt.
Bedeutung besitzt Avery als Erholungsort. Zu den verfügbaren Aktivitäten zählen Camping, Jagen, Quad und Schneemobil fahren, Wandern, Reiten, Mountainbiking, Fischen und Wildwasserfahren. Bedeutendste Attraktion ist der Fischteich, in dem Regenbogenforellen leben.